# Tauern de Rottenmann e de Wolz
O  Tauern de Rottenmann e de Wolz   (em alemão:  Rottenmanner und Wölzer Tauern) é um maciço montanhoso que se encontram nas regiões de Rottenmann e na de Wolz na Áustria. O cume mais alto é o Rettlkirchspitze com 2.475 m.

## Localização
O Tauern de Rottenmann e de Wolz têm da mesma secção alpina, a Leste os Tauern de Seckau,  e a Oeste o Tauern de Schladming e de Murau.
De outras secções tem a Norte os Montes Totes, a Nordeste os Alpes de Ennstal, a Sul os Alpes de Gurktal, e a Noroeste os  Montes de Dachstein.

## SOIUSA
A Subdivisão Orográfica Internacional Unificada do Sistema Alpino (SOIUSA) dividiu os Alpes em duas grandes Partes: Alpes Ocidentais e Alpes Orientais, separados pela linha formada pelo  Rio Reno - Passo de Spluga - Lago de Como - Lago de Lecco.
Os Tauern de Radstadt, o Tauern de Schladming e de Murau, o Tauern de Rottenmann e de Wolz, e o Tauern de Seckau formam os Alpes do Tauern orientais.

### Classificação  SOIUSA
Segundo a SOIUSA este acidente geográfico é uma Sub-secção alpina com as seguintes características:
- Parte = Alpes Orientais
- Grande sector alpino = Alpes Orientais-Centro
- Secção alpina = Alpes do Tauern orientais
- Sub-secção alpina =  Tauern de Rottenmann e de Wolz
- Código = II/A-18.III

## Imagens

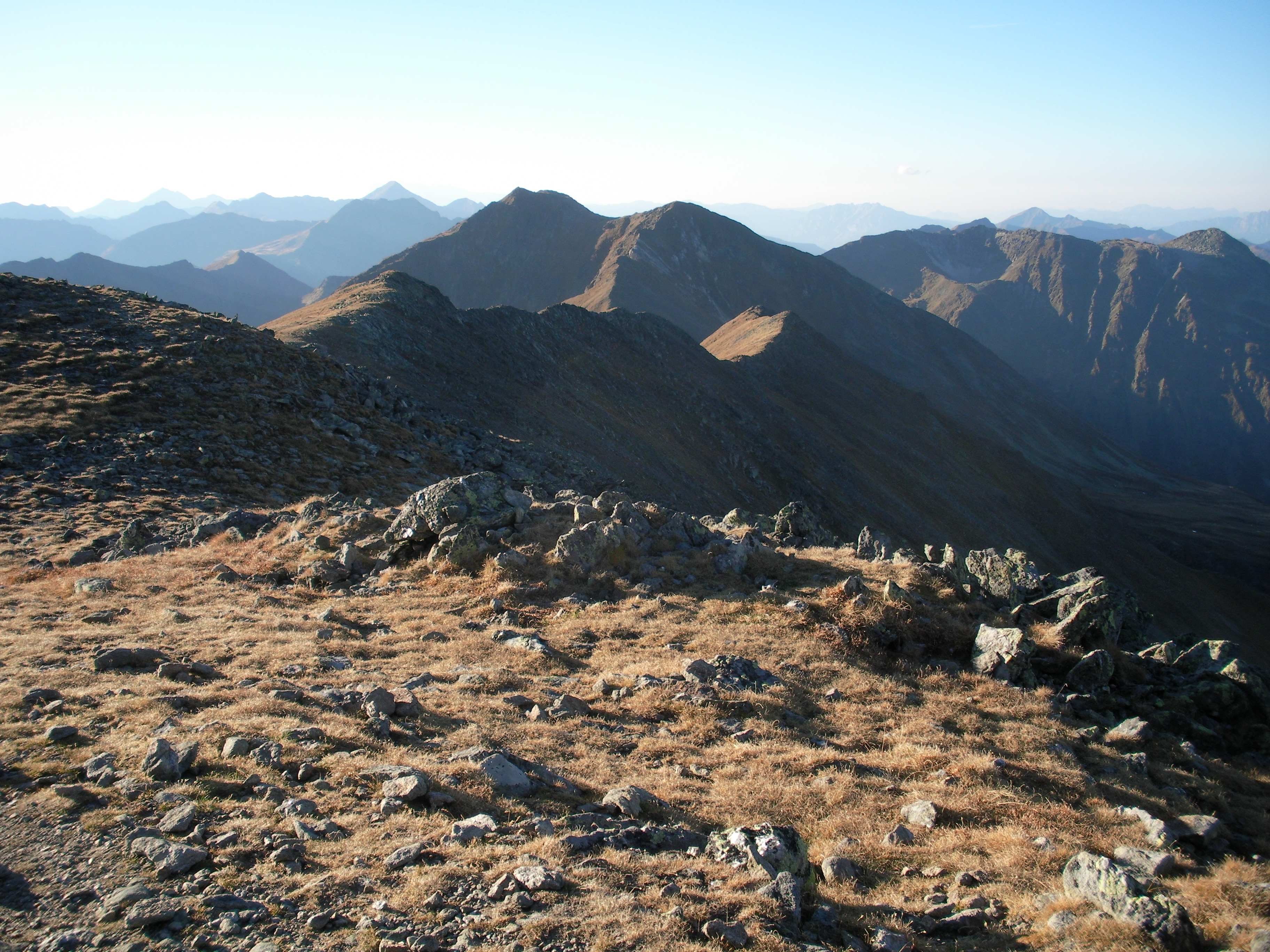
O Rettlkirchspitze